# 마에하타 히데코
마에하타 히데코(일본어: 前畑 秀子, 1914년 5월 20일 ~ 1995년 2월 24일)는 일본의 수영 선수로 평영을 주로 활약하였다. 결혼 후 성은 효도(일본어: 兵藤) 며 효도 히데코(일본어: 兵藤 秀子)의 이름으로 잘 알려져있다.
와카야마현 하시모토시에서 태어나 1932년 로스앤젤레스 올림픽에 첫 참가하여 200m 평영에서 2위를 하였다.
4년 후, 베를린 올림픽에서 성공적으로 그 종목을 우승하여 마에하다는 일본 여성 처음으로 올림픽 금메달리스트가 되었다.

## 같이 보기
- 이다텐~도쿄 올림픽 이야기~